# 蕭眎素
萧眎素（5世紀—509年），南蘭陵兰陵县人，南朝梁诗人、文学家。萧惠明之子，萧思话之孙。
萧眎素早年丧父贫苦，为叔父萧惠休所收养。在南齐历任司徒法曹行参军、著作佐郎、太子舍人、尚书三公郎。永元末年，为太子洗马。梁朝建立，梁武帝任命他为中尉骠骑记室参军。天监初年，为临川王友，后来任太子中舍人、丹阳尹丞。梁武帝赐给他钱八万，萧眎素全部分给亲友。又任司徒左西属、南徐州治中。萧眎素性静少欲，好学，善清谈，喜怒不形于色。任情通达，性恬淡，不慕名利。在京口于摄山筑室隐居。朝廷征他为中书侍郎，辞官不就，还山隐居，非亲戚不得至其篱门。妻子是太尉王俭之女，与萧眎素分居酒很久，所以没有儿子。天监八年（509年），萧眎素卒。亲友谥为贞文先生。

## 延伸阅读
[在维基数据编辑]
 《梁書·卷52》，出自姚思廉《梁書》